# Municipio de Moorefield (condado de Clark)
El municipio de Moorefield (en inglés: Moorefield Township) es un municipio ubicado en el condado de Clark en el estado estadounidense de Ohio. En el año 2010 tenía una población de 12436 habitantes y una densidad poblacional de 145,41 personas por km².

## Geografía
El municipio de Moorefield se encuentra ubicado en las coordenadas 39°59′8″N 83°44′38″O / 39.98556, -83.74389. Según la Oficina del Censo de los Estados Unidos, el municipio tiene una superficie total de 85.52 km², de la cual 77.42 km² corresponden a tierra firme y (9.47%) 8.1 km² es agua.

## Demografía
Según el censo de 2010, había 12436 personas residiendo en el municipio de Moorefield. La densidad de población era de 145,41 hab./km². De los 12436 habitantes, el municipio de Moorefield estaba compuesto por el 94.67% blancos, el 2.68% eran afroamericanos, el 0.09% eran amerindios, el 0.76% eran asiáticos, el 0.02% eran isleños del Pacífico, el 0.39% eran de otras razas y el 1.39% pertenecían a dos o más razas. Del total de la población el 1.09% eran hispanos o latinos de cualquier raza.